# Legalität
Legalität ist die gesetzliche Zulässigkeit einer Handlung, einer Duldung oder eines Unterlassens. Der Rechtsbegriff umfasst auch das gesetzliche Bestehen von Rechtsbeziehungen zwischen Personen untereinander (z. B. legale Beziehung, legales Verhältnis), zwischen Personen und Sachen (z. B. legaler Waffenbesitz) und zwischen Personen und Rechten (z. B. Erlaubnis). Davon zu unterscheiden ist die Legitimität.

## Worterklärung
Das Wort „Legalität“ kommt aus dem Lateinischen (lateinisch lex, legis, legalitas) und bedeutet Gesetz/Gesetzmäßigkeit, mit anderen Worten: ein Gesetz ist eine Sammlung von allgemein verbindlichen Rechtsnormen, die in einem förmlichen Verfahren von dem dazu ermächtigten staatlichen Organ – dem Gesetzgeber – erlassen worden ist.

## Definitionen
- Gesetzmäßigkeit: Ist die Übereinstimmung staatlichen oder privaten Handelns mit dem geltenden positiven Recht (Verfassung, Gesetze, sonstige Rechtsvorschriften).[1] Die Bindung aller staatlichen Gewalt an das geltende Recht ist wesentlicher Bestandteil des Rechtsstaates.
- Am Rande der Legalität: Eine Handlung, die gerade noch durch das Gesetz gedeckt ist, sich aber bereits in den Bereich der Illegalität bewegt (Illizität).
- Legalitätsprinzip: Ein Grundsatz im Strafverfahren, der besagt, dass die Strafverfolgungsbehörde bei Verdacht einer Straftat von Amts wegen (lateinisch ex officio), also ohne Anzeige oder Antrag zu ermitteln hat.

## Kant
Immanuel Kant zufolge ist Legalität „die äußerlich feststellbare Übereinstimmung einer Handlung mit dem Gesetz ohne Berücksichtigung des Motivs“. Der Gegenbegriff ist bei ihm Moralität, d. h. das nicht nur ein Handeln der Pflicht gemäß, sondern das Handeln aus Pflicht.

## Illegalität
Das Gegenteil von Legalität ist die Illegalität. Sie bezeichnet einen Verstoß gegen geltendes Recht, egal ob durch den Bürger oder den Staat. Genau wie bei der Legalität ist die Beziehung auf einen Gegenstand möglich. Eine Form der Illegalität ist die Strafbarkeit. Wenn ein Verstoß gegen die Legalität durch Gesetz als besonders ächtungswürdig festgelegt wurde, wird strafbar gehandelt. Eine mildere Form ist eine Ordnungswidrigkeit.
Die Legalität wurde in der Weimarer Republik auch in Verbindung mit Parteien genannt. So sprach das Reichsgericht in einem Urteil vom 21. Februar 1930 der NSDAP den „Charakter der Legalität“ ab. In modernen Demokratien läuft das unter dem Begriff der Verfassungsfeindlichkeit.